# Montcalm County
Montcalm County je okres ve státě Michigan v USA. K roku 2000 zde žilo 61 266 obyvatel. Správním městem okresu je Stanton. Celková rozloha okresu činí 1 867 km².